# 358
Il 358 (CCCLVIII in numeri romani) è un anno  del IV secolo.

## Eventi
- 1º gennaio - Inizio del consolato di Censorio Daziano e Nerazio Cereale.
- Dopo l'equinozio di primavera, l'imperatore romano Costanzo II obbliga con la forza Sarmati e Quadi ad accettare trattati di pace con i Romani.
- Costanzo II allontana i Limiganti.
- Costanzo II accetta per la seconda volta il titolo onorifico di Sarmaticus maximus.
- Costanzo II invia Procopio e Lucilliano presso i Sasanidi con una ambasceria.
- Il cesare Giuliano contrasta una invasione dei Franchi Sali in Gallia e li sconfigge, costringendoli alla pace.
- Il sovrano sasanide Sapore II sconfigge le tribù nomadi orientali, dopo una guerra durata cinque anni.
- Il sommo sacerdote Hillel II codifica un sistema matematico che fissa l'inizio dei mesi e la durata degli anni nel calendario ebraico in base a regole di calcolo precise e immutabili.
- Nicea è colpita da un terremoto devastante.
- "Nicomedia viene nuovamente distrutta da un terremoto e le città vicine parzialmente danneggiate" (Hieronymus, Chronicon a. 358 p. Chr.).
- Iutungi e Alamanni distruggono Castra Regina (la moderna Ratisbona).
- Per una questione di mera precedenza, scoppia uno scontro tra Acacio, vescovo di Cesarea, e Cirillo, vescovo di Gerusalemme.
- Presunto termine dell'usurpazione di Carausio II in Britannia romana.

## Nati
- Aniano di Orléans, vescovo romano († 453)

## Morti
- Osio di Cordova, vescovo e santo spagnolo (n. 256)
- Paolino di Treviri, vescovo (n. 300)

## Calendario
| Calendario 358 | Calendario 358 | Calendario 358 | Calendario 358 | Calendario 358 | Calendario 358 | Calendario 358 | Calendario 358 | Calendario 358 | Calendario 358 | Calendario 358 | Calendario 358 | Calendario 358 | Calendario 358 | Calendario 358 | Calendario 358 | Calendario 358 | Calendario 358 | Calendario 358 | Calendario 358 | Calendario 358 | Calendario 358 | Calendario 358 | Calendario 358 | Calendario 358 | Calendario 358 | Calendario 358 | Calendario 358 | Calendario 358 | Calendario 358 | Calendario 358 | Calendario 358 | Calendario 358 |
| -------------- | -------------- | -------------- | -------------- | -------------- | -------------- | -------------- | -------------- | -------------- | -------------- | -------------- | -------------- | -------------- | -------------- | -------------- | -------------- | -------------- | -------------- | -------------- | -------------- | -------------- | -------------- | -------------- | -------------- | -------------- | -------------- | -------------- | -------------- | -------------- | -------------- | -------------- | -------------- | -------------- |
|                | 1              | 2              | 3              | 4              | 5              | 6              | 7              | 8              | 9              | 10             | 11             | 12             | 13             | 14             | 15             | 16             | 17             | 18             | 19             | 20             | 21             | 22             | 23             | 24             | 25             | 26             | 27             | 28             | 29             | 30             | 31             |                |
| Gennaio        | Gi             | Ve             | Sa             | Do             | Lu             | Ma             | Me             | Gi             | Ve             | Sa             | Do             | Lu             | Ma             | Me             | Gi             | Ve             | Sa             | Do             | Lu             | Ma             | Me             | Gi             | Ve             | Sa             | Do             | Lu             | Ma             | Me             | Gi             | Ve             | Sa             |                |
| Febbraio       | Do             | Lu             | Ma             | Me             | Gi             | Ve             | Sa             | Do             | Lu             | Ma             | Me             | Gi             | Ve             | Sa             | Do             | Lu             | Ma             | Me             | Gi             | Ve             | Sa             | Do             | Lu             | Ma             | Me             | Gi             | Ve             | Sa             |                |                |                |                |
| Marzo          | Do             | Lu             | Ma             | Me             | Gi             | Ve             | Sa             | Do             | Lu             | Ma             | Me             | Gi             | Ve             | Sa             | Do             | Lu             | Ma             | Me             | Gi             | Ve             | Sa             | Do             | Lu             | Ma             | Me             | Gi             | Ve             | Sa             | Do             | Lu             | Ma             |                |
| Aprile         | Me             | Gi             | Ve             | Sa             | Do             | Lu             | Ma             | Me             | Gi             | Ve             | Sa             | Do             | Lu             | Ma             | Me             | Gi             | Ve             | Sa             | Do             | Lu             | Ma             | Me             | Gi             | Ve             | Sa             | Do             | Lu             | Ma             | Me             | Gi             |                |                |
| Maggio         | Ve             | Sa             | Do             | Lu             | Ma             | Me             | Gi             | Ve             | Sa             | Do             | Lu             | Ma             | Me             | Gi             | Ve             | Sa             | Do             | Lu             | Ma             | Me             | Gi             | Ve             | Sa             | Do             | Lu             | Ma             | Me             | Gi             | Ve             | Sa             | Do             |                |
| Giugno         | Lu             | Ma             | Me             | Gi             | Ve             | Sa             | Do             | Lu             | Ma             | Me             | Gi             | Ve             | Sa             | Do             | Lu             | Ma             | Me             | Gi             | Ve             | Sa             | Do             | Lu             | Ma             | Me             | Gi             | Ve             | Sa             | Do             | Lu             | Ma             |                |                |
| Luglio         | Me             | Gi             | Ve             | Sa             | Do             | Lu             | Ma             | Me             | Gi             | Ve             | Sa             | Do             | Lu             | Ma             | Me             | Gi             | Ve             | Sa             | Do             | Lu             | Ma             | Me             | Gi             | Ve             | Sa             | Do             | Lu             | Ma             | Me             | Gi             | Ve             |                |
| Agosto         | Sa             | Do             | Lu             | Ma             | Me             | Gi             | Ve             | Sa             | Do             | Lu             | Ma             | Me             | Gi             | Ve             | Sa             | Do             | Lu             | Ma             | Me             | Gi             | Ve             | Sa             | Do             | Lu             | Ma             | Me             | Gi             | Ve             | Sa             | Do             | Lu             |                |
| Settembre      | Ma             | Me             | Gi             | Ve             | Sa             | Do             | Lu             | Ma             | Me             | Gi             | Ve             | Sa             | Do             | Lu             | Ma             | Me             | Gi             | Ve             | Sa             | Do             | Lu             | Ma             | Me             | Gi             | Ve             | Sa             | Do             | Lu             | Ma             | Me             |                |                |
| Ottobre        | Gi             | Ve             | Sa             | Do             | Lu             | Ma             | Me             | Gi             | Ve             | Sa             | Do             | Lu             | Ma             | Me             | Gi             | Ve             | Sa             | Do             | Lu             | Ma             | Me             | Gi             | Ve             | Sa             | Do             | Lu             | Ma             | Me             | Gi             | Ve             | Sa             |                |
| Novembre       | Do             | Lu             | Ma             | Me             | Gi             | Ve             | Sa             | Do             | Lu             | Ma             | Me             | Gi             | Ve             | Sa             | Do             | Lu             | Ma             | Me             | Gi             | Ve             | Sa             | Do             | Lu             | Ma             | Me             | Gi             | Ve             | Sa             | Do             | Lu             |                |                |
| Dicembre       | Ma             | Me             | Gi             | Ve             | Sa             | Do             | Lu             | Ma             | Me             | Gi             | Ve             | Sa             | Do             | Lu             | Ma             | Me             | Gi             | Ve             | Sa             | Do             | Lu             | Ma             | Me             | Gi             | Ve             | Sa             | Do             | Lu             | Ma             | Me             | Gi             |                |